# Executor (Csillagok háborúja)
Az Executor (magyarul: Végrehajtó) egy csillagromboló a Csillagok háborúja fiktív univerzumában. Az első szuper csillagromboló volt, Darth Vader személyes zászlóshajója. Részt vett a hoth-i és az endor-i csatában.

## Története
Az Executor gyökerei a klónok háborújának utolsó napjaiba nyúlnak vissza. Lira Wessex mérnöknő, a híres köztársasági hajókészítő, Walex Blissex lánya ekkor tervezte a hatalmas Executor-osztályú csillagrombolót, amelynek elrettentőképessége a tűzerejével vetekedett. A hajó azonban korlátozott számban kapott feladatokat a Köztársaság flottájában. Miután a Köztársaságot YE 19-ben Galaktikus Birodalommá kiáltották ki, a csillagrombolók császár akaratának félelmetes jelképei lettek. Wessex felismerte, hogy a hajók ereje leginkább roppant méretükből adódik, ezért egy új, nagyobb birodalmi csillagromboló tervezésébe fogott.
A Birodalom hamar felismerte a nagyobb csillagrombolók szükségességét, ezért már első éveiben hozzálátott a Sarlacc Projekthez, egy 12 kilométer hosszú szuper csillagromboló prototípusának megépítéséhez, teljes titokban. A Birodalom bosszúságára a projektet többször el kellett halasztani, végül pedig Bail Organa alderaan-i szenátorhoz közeli ellenállók szabotálták a tervet. A megsemmisített prototípus ennek ellenére egy még hosszabb űrhajó előfutára lett.
Wessex törekvései a Birodalmi-osztály terveinek javítására egy 19 kilométeres szuper csillagrombolót eredményeztek. Az új hajót a Galaxisban korábban soha nem látott mértékű terror eszközének tervezték. A császár hamar jóváhagyta az építést, az első elkészült szuper csillagrombolót pedig Darth Vader személyes zászlóshajójának szánta.
A szuper csillagromboló megnevezés nem volt hivatalos. A Birodalmi Flotta a hajót Szuper-osztályú csillagrombolónak bélyegezte, hogy a Birodalmi Szenátus is jóváhagyja a költségvetést és hogy elrejtse a valódi pusztító jellegét. A Flotta azt is megkockáztatta, hogy helytelen adatokat nyújtott át a felügyelő bizottságoknak, hogy leplezze méreteit és erejét. A különböző napvilágot látott információk később nehézzé tették az Executor besorolását.

### Megrendelés
Bár a Kuat Drive Yards volt a Birodalom fő katonai beszállítója, az Executor összeszerelésének jogát a Fondor Shipyards-nak adták. A Birodalom titokban kívánta tartani az Executor projektet, ezért a civilek elől az egész Fondor rendszert lezárták. A fondoriaknak nem kedvezett ez a döntés, mivel így semmilyen más hajót nem készíthettek, valamint több fontos megrendelésüket is elvesztették, ám nem akarták magukra haragítani Vadert és a császárt. Ezenfelül az Executor építése csaknem minden fondor-i erőforrást kimerített.
Valójában a Birodalom döntése, hogy a Fondoron építteti meg az Executort, új lehetőséget adott a Kuat Drive Yardsnak. A birodalmiak biztosították Kuatot, hogy az összes többi Szuper-osztályú csillagromboló az ő kézjegyüket viselheti majd. Kuaton továbbá egy időben az Executorral egy másik szuper csillagromboló is épült. A Birodalom mindkettőt Executornak keresztelte, hogy azt a látszatot keltsék, mintha csak egy hajó készülne. Minden költséget a kuaton gyártott testvérhajónak tulajdonítottak, így létezését a Galaxis előtt titokban tartották. A kavarodás miatt Fondor és Kuat is nyilvánosan hirdette, hogy ők alkották meg az Executort, Darth Vader zászlóshajóját.
Amikor YE 0 körül a Halálcsillag lassan elkészült, az Executor építése megtorpant. Az óriási űrállomás lett a Birodalom hatalmának legújabb jelképe, ezért több figyelmet kapott, mint az Executor vagy más projektek. A Halálcsillag azonban a yavin-i csatában megsemmisült, a Birodalom pedig minden erőforrást az új szuper csillagrombolóra irányított. A félkész hajót sürgősen átszállították a Scarl rendszerből Fondorra. Az építkezésen a droidokat élő személyek váltották fel, akik megkettőzték a gyártás tempóját.

## Leírás

### Felépítés
Az Executor volt a félelmetes Executor-osztályú szuper csillagrombolók első legyártott darabja és a Birodalmi Flotta elsőrangú zászlóshajója. Kolosszális, 19 000 méteres hosszával ez a szuper csillagromboló az űrhajógyártás, a kuati hajógyárak és a Birodalmi Flotta ékköve is volt. Az 1600 méteres Birodalmi-osztályú csillagrombolóknál tizenkétszer nagyobb Executor a valaha épített leghatalmasabb hagyományos űrhajók közé tartozott elkészültekor – csak a Halálcsillagok és néhány protontorpedó múlta felül.
Tőrszerű felépítésével nagyban hasonlított a Birodalmi-osztályú csillagrombolókhoz, felülnézetből nyílhegy alakja volt. A parancsnoki, irányító-, üzemeltető- és lakóövezetekre osztható hajótestet sima, titánnal megerősített alumínium- és dúracélötvözet borította. A koromfekete űrben az Executor belső világításának köszönhetően égszínkéken ragyogott, annak ellenére, hogy kívülről a csillagrombolókra jellemző fehér szín helyett a hajó valójában szürkés volt. A törzs hátsó részéből egy vastag tengelyen fekve magasodott ki a 285 méter széles, trapéz alakú irányítótorony. A Kuat Drive Yards szokásos dizájnját követve a torony minden oldalról jól látható helyre került. A torony a csillagromboló több fontos elemének adott otthont: a két gömb alakú ISD-72x elhárítópajzs-generátornak, a parancsnoki lakosztályoknak, tárgyalótermeknek, a vezetőség mentőkabinjainak és természetesen a parancsnoki hídnak.
A hídon helyet kapott a fedélzet szintje alá süllyesztve, egymástól elkülönítve két mélyedésben több vezérlőpult, egy csillogó sétány a hajó parancsnokainak és egy hatalmas panorámaablak, amelyen tökéletes kilátást biztosított a hídról. Bár a parancsnoki torony szinte hivalkodóan magaslott ki a hajótestből, az Executor hatalmas energiafogyasztású elhárítópajzsai elegendő védelmet biztosítottak a támadásoktól: védelmi rendszere a csatahajókra valaha felszereltek közül az egyik legerősebb volt.

### Fegyverzet
A hajó fegyverek ezreivel büszkélkedhetett. Az Executort több mint 5000 turbólézer és ionágyú, 250 rakétakilövő állás és 40 vonósugár-kibocsátó védte. Hangárjaiban 12 század (144 gép) TIE vadász állomásozott, de emellett egy teljes rohamosztagos alakulatot (38 000 katona), 24 AT-AT és 30 AT-ST lépegetőt szállított. A rajta helyet kapó szárazföldi járművek bevetésével bármilyen lázadó támaszponttal szembe tudott szállni. Méretéhez képest kevésnek mondható, 279 144 fős személyzettel rendelkezett. Az Executort tizenhárom hatalmas erejű, vörösen izzó hajtómű hajtotta.

### Szálláshelyek
Mint Vader személyes zászlóshajóját, az Executort különleges meditációs kamrával szerelték fel. A kör alakú kamrában Darth Vader gépek segítségével levehette maszkját és szabadon, légzőkészülékek nélkül lélegezhetett. Sebes arcát csak itt érhette friss levegő. A kamrában egy kisebb kommunikációs állomás és mellette egy hologramkivetítő is helyet kapott, így Vader azonnal kapcsolatba tudott lépni Palpatine császárral.

## Megjelenése filmekben
- Csillagok háborúja V: A birodalom visszavág (Star Wars Episode V: The Empire strikes back, 1980)
- Csillagok háborúja VI: A jedi visszatér (Star Wars Episode VI: Return of the jedi, 1983)